# Abelia
Abelia – rzadkie imię żeńskie pochodzenia hebrajskiego, oznaczające "oddech, tchnienie". W języku francuskim jest żeńską formą imienia Abel. Może występować w postaciach Abella i Abelle.